# Viju TV1000
viju TV1000 — семейство круглосуточных платных фильмовых телеканалов, вещающих на территории стран СНГ в сетях кабельных операторов и в сетях спутникового телевещания. Телеканалы транслируют исключительно художественные фильмы. Впервые viju TV1000 (в то время TV1000) начал вещание в 1989 году, в России работает с мая 2003 года. Ранее входило в семейство телеканалов, производимых и распространяемых международной телевизионной компанией Viasat Broadcasting Group, принадлежащей шведской медиа-компании Modern Times Group (MTG).
В 2016 году бизнес Viasat Broadcasting Group в России был продан компании «Национальная Медиа Группа» (НМГ). В 2023 году НМГ продала свою долю в бизнесе совместного предприятия ООО «Синерджи» компании ООО «Гранат».
В странах Скандинавии канал viju TV1000 вещает под названием «Viasat Film».

## История канала
Первый телеканал TV1000 начал вещание 1 сентября 1989 года; в России вещание началось в марте 2003 года.
В 2010 году TV1000 был назван «Лучшим зарубежным фильмовым телеканалом» на церемонии награждения российской Национальной Премии в области многоканального цифрового телевидения «Большая Цифра».
В Скандинавии 1 марта 2012 года состоялся ребрендинг TV1000 в Viasat Film.
1 июня 2016 года перешёл на вещание в стандарте высокой чёткости (HD).
В июне 2016 года бизнес Viasat Broadcasting Group в России был продан компании НМГ. К тому времени Viasat уже имела 15 популярных телеканалов, распространяемых на территории России и стран СНГ, и онлайн-кинотеатр TV1000Play. Сейчас Viasat смотрят около 200 млн человек по всему миру. В некоторых странах, где вещает viju TV1000, есть ещё один телеканал, который показывает только фильмы этой страны (к примеру, в России — viju TV1000 русское (Viasat Film Russian), в Скандинавии — Viasat Film Nordic).
В 2023 году «Национальная Медиа Группа» продала свою долю в бизнесе совместного предприятия ООО «Синерджи» компании ООО «Гранат».
С 1 марта 2023 года телеканалы Viasat были объединены под общим брендом viju и провели ребрендинг всех телеканалов. Телеканал TV1000 сменил своё название на viju TV1000. Изменения коснулись стран СНГ.

## Другие каналы под брендом viju TV1000
На базе бренда viju TV1000 вещает ещё 15 каналов в 25 странах:
- viju TV1000/Viasat Film — фильмовой канал. Первоначально запущен 27 августа 1989 года в Скандинавии. Сегодня существует 4 версии канала. Канал для Скандинавии и Финляндии — Viasat Film. Версия канала для стран СНГ, Прибалтики и Восточной Европы — TV1000. Версия канала для стран Балканского полуострова — TV1000 Balkan. Версия канала для Центральной и Западной Европы — TV1000 East (сейчас Viasat Kino, кроме Румынии и Болгарии).
- viju TV1000 русское — канал русскоязычных фильмов. Запущен в странах СНГ и Прибалтики 1 октября 2005 года. Доступен для просмотра в странах СНГ.
- Viasat Film Classic — классические фильмы. Запущен в Скандинавии и Финляндии в сентябре 2004 года. Доступен для просмотра в странах Скандинавии и Финляндии.
- Viasat Film Action — показывает боевики. Запущен в Скандинавии и Финляндии в сентябре 2004 года. Доступен для просмотра в странах Скандинавии и Финляндии. Ночью вещание перебивается на несколько часов из-за показа на данной частоте эротического телеканала TVX.
- viju TV1000 action/Viasat Kino Action восточная версия — показывает боевики. Запущен в странах СНГ и Прибалтике в сентябре 2008 года.
- Viasat Film Family — семейные фильмы. Запущен в Скандинавии и Финляндии в сентябре 2004 года. Доступен для просмотра в странах Скандинавии и Финляндии.
- Viasat Film Drama — драматические фильмы. Запущен в Скандинавии и Финляндии в сентябре 2004 года. Доступен для просмотра в странах Скандинавии и Финляндии.
- Viasat Film Nordic — скандинавские фильмы. Запущен в Скандинавии и Финляндии в сентябре 2004 года. Доступен для просмотра в странах Скандинавии и Финляндии.
- viju+ Premiere — премьерные фильмы, новинки на ТВ, фильмы не старше трёх лет от выхода в кинопрокат и премиальные сериалы день в день с мировыми релизами. Запущен в Прибалтике в апреле 2008 года, в России в октябре 2012 года. Доступен для просмотра в России.
- viju+ Megahit/Viasat Kino Megahit — кассовые и культовые фильмы мирового кинопроката, большие голливудские кинофраншизы. С октября 2012 года доступен в России в формате HD и SD.
- viju+ Comedy/Viasat Kino Comedy — все фильмы комедийных жанров: комедии положений, комедийные мелодрамы и боевики, «чёрные» комедии. С октября 2012 года доступен в России в формате HD и SD.
- Viasat Film HD — фильмы в формате HD. Запущен в Скандинавии и Финляндии в январе 2008 года. Доступен для просмотра в странах Скандинавии и Финляндии.
- Viasat Kino World — ежедневные встречи с актёрами прошлого и звёздами экрана наших дней, интересные сюжеты, вечные ценности и все остальное, что составляет мир кинематографа. Запущен в Украине в июне 2017 года, в Прибалтике в феврале 2022 года. Доступен для просмотра в Украине и Прибалтике.